# Nicocles lomae
Nicocles lomae är en tvåvingeart som beskrevs av Cole 1916. Nicocles lomae ingår i släktet Nicocles och familjen rovflugor.
Artens utbredningsområde är Kalifornien. Inga underarter finns listade i Catalogue of Life.